# Bobby Richardson
Pour les articles homonymes, voir Richardson.
Robert Clinton Richardson (né le 19 août 1935 à Sumter, Caroline du Sud, États-Unis) est un ancien joueur de deuxième but au baseball ayant joué dans les Ligues majeures pour les Yankees de New York de 1955 à 1966.
Invité 7 fois au match des étoiles du baseball majeur et récipiendaire de 5 Gants dorés pour son jeu défensif, Bobby Richardson a joué dans 7 Séries mondiales et fait partie de 3 clubs champions du monde. Il a été nommé joueur par excellence de la Série mondiale en 1960, devenant de ce fait le seul représentant de l'équipe perdante en finale à recevoir cet honneur.

## Carrière
Bobby Richardson fait ses débuts avec les Yankees de New York à l'été 1955. En 1959, année où il joue pour la première fois plus de 100 parties en une saison, il présente une moyenne au bâton de,301 en 134 rencontres. 
Il affiche ses meilleures statistiques offensives en 1962 : moyenne de,302, 59 points produits et 209 coups sûrs (un sommet dans la Ligue américaine cette année-là).
Invité à 7 reprises au match des étoiles (1957, 1959, 1962-1966), Richardson s'est toutefois distingué en défensive, principalement, remportant 5 Gants dorés (1961-1965) et formant une redoutable combinaison à l'avant-champ avec ses coéquipiers Tony Kubek à l'arrêt-court et Clete Boyer au troisième but.
En 1412 parties jouées dans les majeures, Bobby Richardson a frappé dans une moyenne au bâton de,266 avec 1432 coups sûrs, 34 coups de circuit, 390 points produits et 643 points marqués.

### Séries mondiales
Bobby Richardson a participé 7 fois à la Série mondiale (1957, 1958, 1960-1964), les Yankees l'emportant à 3 reprises durant cette période (1958, 1961, 1962).
En 1960, Richardson, pourtant peu réputé pour les qualités offensives de son jeu, frappe 11 coups sûrs en 30 apparitions au bâton pour une moyenne de,367. Il claque un circuit (un grand chelem) et produit 12 points. Dans le match #3 de la série, le 8 octobre, il produit 6 points pour établir le record dans un match de Série mondiale. Cette marque n'a été égalée qu'une fois, par Hideki Matsui (aussi des Yankees) en 2009. Richardson est nommé joueur par excellence de la Série mondiale malgré la défaite en 7 parties des Yankees face aux Pirates de Pittsburgh. Il s'agit à ce jour de la seule fois où un représentant de l'équipe perdante fut élu meilleur joueur de la finale.
En 1962, il se distingue par un jeu défensif, volant un coup sûr à Willie McCovey des Giants de San Francisco alors que deux coureurs se trouvaient sur les buts. Il enregistrait du même coup le retrait final permettant aux Yankees de remporter le titre.
En 1964, Richardson égale un record des Séries mondiales avec 13 coups sûrs, mais les Yankees s'avouent vaincus en 7 matchs face aux Cardinals de Saint-Louis.
Ce frappeur d'à peine ,266 en saison régulière a conservé une moyenne au bâton de ,305 en 36 parties éliminatoires.